# Gaula (Trøndelag)
Die Gaula ist ein Fluss in Trøndelag, Norwegen.

## Geografie
Nachdem er am 1288 Meter hohen Kjølifjellet unweit der schwedischen Grenze seine Wasser zu sammeln beginnt, orientiert sich der Gaula-Fluss in nordwestliche Richtungen. In Holtålen stürzt der junge Fluss einen Wasserfall hinab. Nach 145 an Gefälle reichen Kilometern mündet die Gaula in einen Seitenarm des Trondheimsfjords, nur wenige Kilometer südwestlich der Stadt Trondheim.
Holtålen, Midtre Gauldal, Melhus und Trondheim sind Kommunen, die Gebietsanteile am Fluss haben.
Die Gaula hat ein Einzugsgebiet von immerhin 3.661 km², von ihren zahlreichen Zuflüssen können Rugla, die ein sehenswertes Tal besitzt, Hesja, Holda, Forda, Bua und Sokna genannt werden.
Ihr Einzugsgebiet wird im Südwesten von der Orkla begrenzt, im Norden vom Nea-Nidelva-Flusssystem.

## Sonstiges
Der Fluss war früher infolge des Bergbaus stark mit Schwermetallen belastet, nach großen Anstrengungen in den 1980er und 90er Jahren konnten die Konzentrationen immerhin stark verringert werden.
Seit 1985 genießt die Gaula Schutz im Rahmen eines vom Storting beschlossenen Gewässerschutzplans (Verneplan III for vassdrag).
Der Fluss ist wie die benachbarte Orkla für die Lachsfischerei beliebt.